# Brycinus
Brycinus es un género de peces de aleta radiada perteneciente a la familia Alestidae.
Al igual que otros carácidos africanos, el género Brycinus fue, inicialmente, incluido entre los Characidae, sin embargo, las investigaciones científicas más recientes (entre las que se encuentran trabajos de genética animal) lo ubican dentro del orden de los Characiformes.

## Brycinusenacuariofilia
Las especies del género son muy requeridas entre los practicantes del acuarismo y la cría de peces ornamentales (quienes, en muchos países, sobre todo aquellos de habla inglesa, los denominan peces ladrones, como consecuencia de sus hábitos alimentarios).
Los cuidados requeridos por estos animales no difieren en demasiado de aquellos que se brindan a los más populares tetras sudamericanos. Sin embargo, ha de tenerse en cuenta que no son muy aptos (como sí lo son estos últimos) para introducirlos en acuarios y peceras en los que cohabiten con especies delicadas, dado su carácter relativamente agresivo, fundamentalmente a la hora de alimentarse. Pese a todo, si la intención es tener un acuario combinado en el que se hallen presentes ejemplares de Brycinus, lo conveniente es que sus compañeros de exhibición sean cíclidos enanos.

## Especies
El género Brycinus cuenta con un total de treinta y cinco especies:
- Brycinus abeli (Fowler, 1936)
- Brycinus affinis (Günther, 1894)
- Brycinus bartoni (Nichols & La Monte, 1953)
- Brycinus batesii (Boulenger, 1903)
- Brycinus bimaculatus (Boulenger, 1899)
- Brycinus brevis (Boulenger, 1903)
- Brycinus carmesinus (Nichols & Griscom, 1917)
- Brycinus carolinae (Paugy & Lévêque, 1981)
- Brycinus comptus (T. R. Roberts & D. J. Stewart, 1976)
- Brycinus derhami (Géry & Mahnert, 1977)
- Brycinus ferox (A. J. Hopson & J. Hopson, 1982)
- Brycinus fwaensis (Géry, 1995)
- Brycinus grandisquamis (Boulenger, 1899)
- Brycinus humilis (Boulenger, 1905)
- Brycinus imberi (W. K. H. Peters, 1852)
- Brycinus intermedius (Boulenger, 1903)
- Brycinus jacksonii (Boulenger, 1912)
- Brycinus kingsleyae (Günther, 1896)
- Brycinus lateralis (Boulenger, 1900)
- Brycinus leuciscus (Günther, 1867)
- Brycinus longipinnis (Günther, 1864)
- Brycinus luteus (Román, 1966)
- Brycinus macrolepidotus (Valenciennes, 1850)
- Brycinus minutus (A. J. Hopson & J. Hopson, 1982)
- Brycinus nigricauda (Thys van den Audenaerde, 1974)
- Brycinus nurse (Rüppell, 1832)
- Brycinus opisthotaenia (Boulenger, 1903)
- Brycinus peringueyi (Boulenger, 1923)
- Brycinus poptae (Pellegrin, 1906)
- Brycinus rhodopleura (Boulenger, 1906)
- Brycinus sadleri (Boulenger, 1906)
- Brycinus schoutedeni (Boulenger, 1912)
- Brycinus taeniurus (Günther, 1867)
- Brycinus tessmanni (Pappenheim, 1911)
- Brycinus tholloni (Pellegrin, 1901)